# Hiroko Sato
Hiroko Sato, później Takakura (jap. 佐藤弘子 Sato Hiroko; ur. 10 czerwca 1939) – japońska lekkoatletka, która specjalizowała się w rzucie oszczepem.
W 1964 roku zajęła 7. miejsce w igrzyskach olimpijskich w Tokio. Złota medalistka igrzysk azjatyckich z 1962. Dwa razy w karierze poprawiała rekord Japonii w rzucie oszczepem. Medalistka mistrzostw kraju. Rekord życiowy: 53,78 (5 kwietnia 1964, Tachikawa).